# Spoorlijn Woerden - Leiden
De Spoorlijn Woerden - Leiden werd door de Spoorweg-Maatschappij Leiden-Woerden aangelegd. De spoorlijn die Woerden met Leiden verbindt werd op 15 oktober 1878 geopend. De Nederlandsche Rhijnspoorweg-Maatschappij (NRS) zorgde voor de exploitatie. De spoorlijn werd in 1950 geëlektrificeerd en is grotendeels enkelsporig. De treinen passeren elkaar bij station Bodegraven en bij een passeerspoor bij Zoeterwoude. Tijdens de spits passeren treinen elkaar ook op station Alphen a/d Rijn.

## Geschiedenis
In 1860 kreeg de Hollandsche spoorwegmaatschappij een exclusieve concessie voor de aanleg van een spoorweg van Leiden naar Woerden, wat het kabinet-Van Hall-Van Heemstra op 27 april een motie van afkeuring van de Tweede Kamer opleverde.
In navolging op de spoorlijn van Utrecht naar Rotterdam en de zijtak van Gouda naar Den Haag van de NRS, legde de Spoorweg-Maatschappij Leiden-Woerden de zijtak naar Leiden aan onder leiding van ir. Jan Philip de Bordes. De Nederlandsche Rhijnspoorweg-Maatschappij ging de exploitatie verzorgen tussen Leiden en Utrecht, de trein reed vanaf Woerden namelijk verder tot Utrecht, en kon zo vanuit Utrecht de westelijke Randstad per spoor bereiken. Het vervoer op de spoorlijn viel tegen. Er reden vrijwel geen doorgaande treinen op het traject. In 1890 nam de Maatschappij tot Exploitatie van Staatsspoorwegen de treindiensten van de NRS over. De lijn bleef voor het regionale vervoer in gebruik.
In 1950 werd het traject geëlektrificeerd, zodat de treindienst versneld kon worden. In 1968 introduceerde de Nederlandse Spoorwegen in het kader van Spoorslag '70 een nieuwe huisstijl. De eerste gele Plan-V treinstellen kwamen tussen Utrecht en Leiden te rijden en ook de dienstregeling en de stations werden gemoderniseerd. Het traject Utrecht - Leiden diende als proeftraject. Om de frequentie van de treindienst te kunnen verhogen werden de sporen op een deel van het traject bij Hazerswoude en Zoeterwoude in 1985 verdubbeld.
In juni 2006 ontspoorde ter hoogte van Zwammerdam een trein door een spoorspatting. Gedurende enkele weken reden de treinen met een maximumsnelheid van 80 km/uur over het traject Alphen - Woerden.
In de richting Leiden werd even buiten Woerden een keerspoor aangelegd. Dit wordt gebruikt voor de sprintertreinen serie 8900 gedurende de dagdelen waarin die niet ten westen van Woerden rijden. Als dienstregelingpunt wordt dit keerspoor Woerden Molenvliet genoemd.

## Stations en gebouwen
De Spoorweg-Maatschappij Leiden-Woerden bouwde tegelijkertijd met de aanleg van de spoorlijn vier stationsgebouwen langs het tracé. Station Alphen-Oudshoorn kreeg een uniek ontwerp met een hoog middendeel en lage zijvleugels. In Bodegraven, Zwammerdam en Hazerswoude-Koudekerk verschenen kleine rustieke plattelandsgebouwtjes. In Woerden werd gebruikgemaakt van het station van de NRS en in Leiden van het station van de HIJSM.
In 1894 krijgt Bodegraven een groter stationsgebouw. Dit gebouw wordt in 1911 grotendeels door brand verwoest. Het oude stationsgebouw wordt deels herbouwd, maar krijgt een aantal nieuwe elementen zoals een toren met hoge spits. In 1913 is het gebouw gereed. Vijf jaar later wordt het station Alphen-Oudshoorn vernoemd in Alphen aan den Rijn. In 1932 wordt het station uitgebreid met het oog op de opening van de spoorlijn Gouda - Alphen aan den Rijn in 1934. In de daaropvolgende jaren worden alle stopplaatsen en stations langs de spoorlijn, behalve Bodegraven en Alphen, gesloten. De stationsgebouwen van Zwammerdam en Hazerswoude worden ín 1950 gesloopt. In 1961 wordt de voorstadshalte Leiden Lammenschans geopend. Hier verschijnt een eenvoudig haltegebouw met perron langs de enkelsporige spoorlijn.
Als gevolg van de aanpak van de stationsomgeving in Alphen aan den Rijn is daar in 2007 het stationsgebouw gesloopt. Hiermee verdween het laatste oorspronkelijke stationsgebouw van de Spoorweg-Maatschappij Leiden-Woerden. Bij het station is gewerkt aan een fiets- en voetgangerstunnel en stationspleinen aan beide zijden van het station. De doorgang voor fietsers is in 2010 geopend, net als de appelvormige fietsenstalling ("fietsappel") en de nieuwe perrons. Een nieuw stationsgebouw, met onder andere een kiosk en een klantenservice van busvervoerder Arriva werd in 2012 opgeleverd.

## Dienstregeling
In het kader van de eerder genoemde plannen rondom Spoorslag '70 werd de treindienst op het proeftraject Utrecht - Leiden al in 1968 aangepast. De treindienst kon worden versneld door de inzet van de nieuwe (gele) Plan-V treinstellen. Voortaan reed er eenmaal per uur een stoptrein en eenmaal per uur een sneltrein die enkel in Woerden en Alphen aan den Rijn stopte. De totale reistijd tussen Utrecht en Leiden werd hiermee teruggebracht tot 38 minuten. In de spits reed een enkele extra trein tussen Utrecht en Alphen aan den Rijn. Bij de invoering van de nieuwe dienstregeling van Spoorslag '70 werd de treindienst teruggebracht naar een stoptreindienst die eenmaal per half uur reed, hiermee werd de eerder geboekte winst op de reistijd tenietgedaan.
Na de spoorverdubbeling tussen Hazerswoude Rijndijk en Zoeterwoude Rijndijk in 1985 gingen er tussen Alphen aan den Rijn en Leiden extra spitstreinen rijden. Een enkele trein reed hierbij van/naar Gouda. Na verloop van tijd werden meer van deze spitstreinen gekoppeld aan de treindienst naar Gouda. Vanaf december 2004 reden de meeste spitstreinen niet langer van en naar Gouda maar van en naar Utrecht. Hierbij reden de Utrechtse spitstreinen in de ochtend als stoptrein naar Utrecht en in de middagspits als sneltrein naar Leiden, waarbij de treinen alleen stopten in Alphen aan den Rijn en Leiden Lammenschans.
In het kader van de geheel nieuwe dienstregeling 2007 is de treindienst in december 2006 weer teruggedraaid. De stoptreinen tussen Utrecht en Leiden heten voortaan intercity. Reden hiervoor is het overslaan van de stations Utrecht Terwijde, Vleuten en Utrecht Leidsche Rijn. De intercity's doen echter bijna tien minuten langer over een reis tussen beide steden dan de sneltreinen uit de jaren 60. De spitstreinen rijden weer tussen Leiden en Gouda, waardoor er tussen Alphen aan den Rijn en Leiden een kwartiersdienstregeling ontstaat in beide richtingen in zowel de ochtendspits als de (vroege) avondspits.

### Punctualiteit
In de dienstregeling 2013 lag de punctualiteit van de treindienst op de spoorlijn op 79,3%. Deze lage punctualiteit wordt veroorzaakt doordat de spoorlijn grotendeels enkelsporig is, waardoor vertraagde treinen doorwerken op andere treinen op de lijn. De gemiddelde punctualiteit op het totale Nederlandse spoorwegnetwerk lag in 2013 op 93,6%.

## Materieelinzet

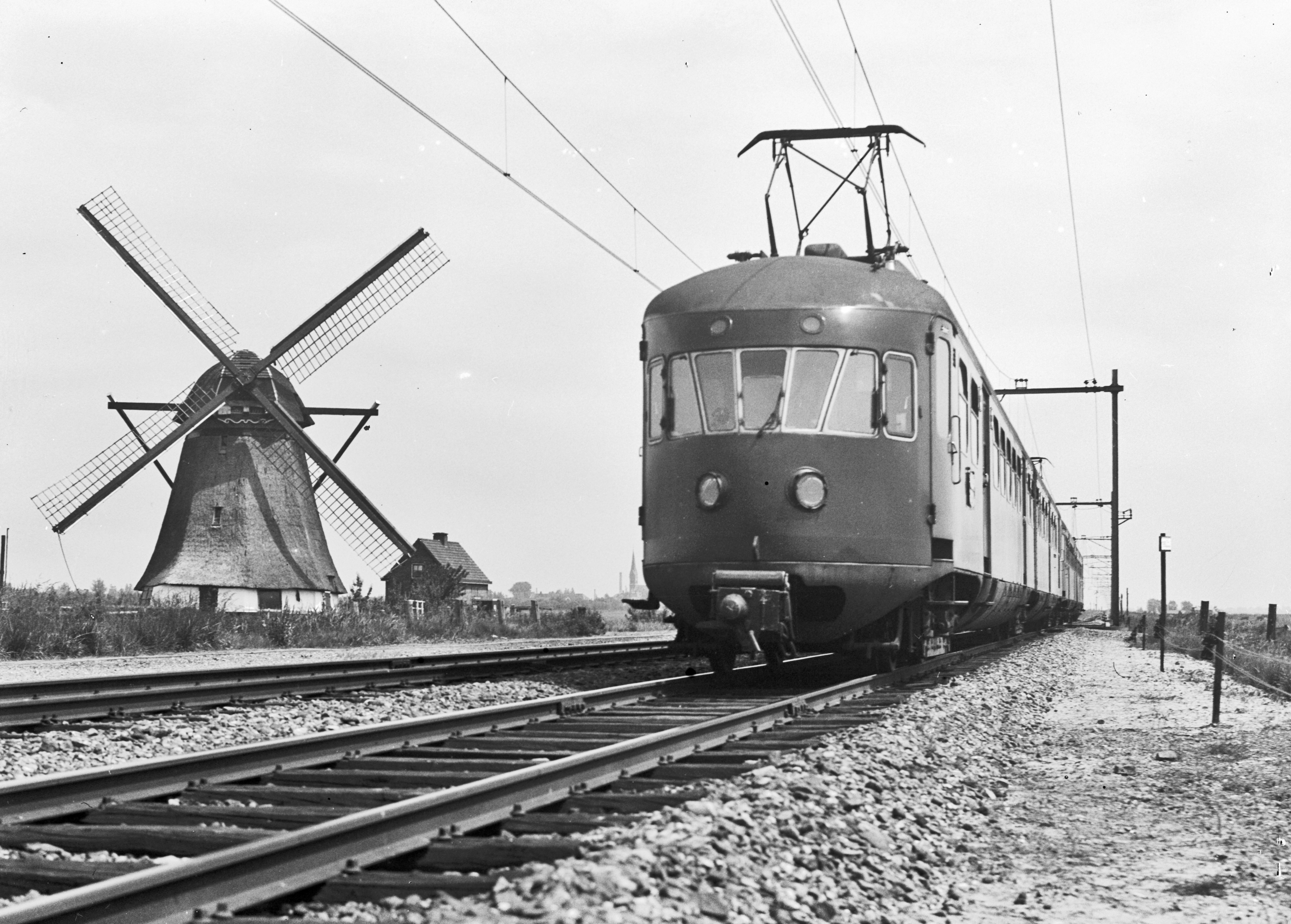
Elektrisch stroomlijnmaterieel Mat '46 bij Hazerswoude in 1952

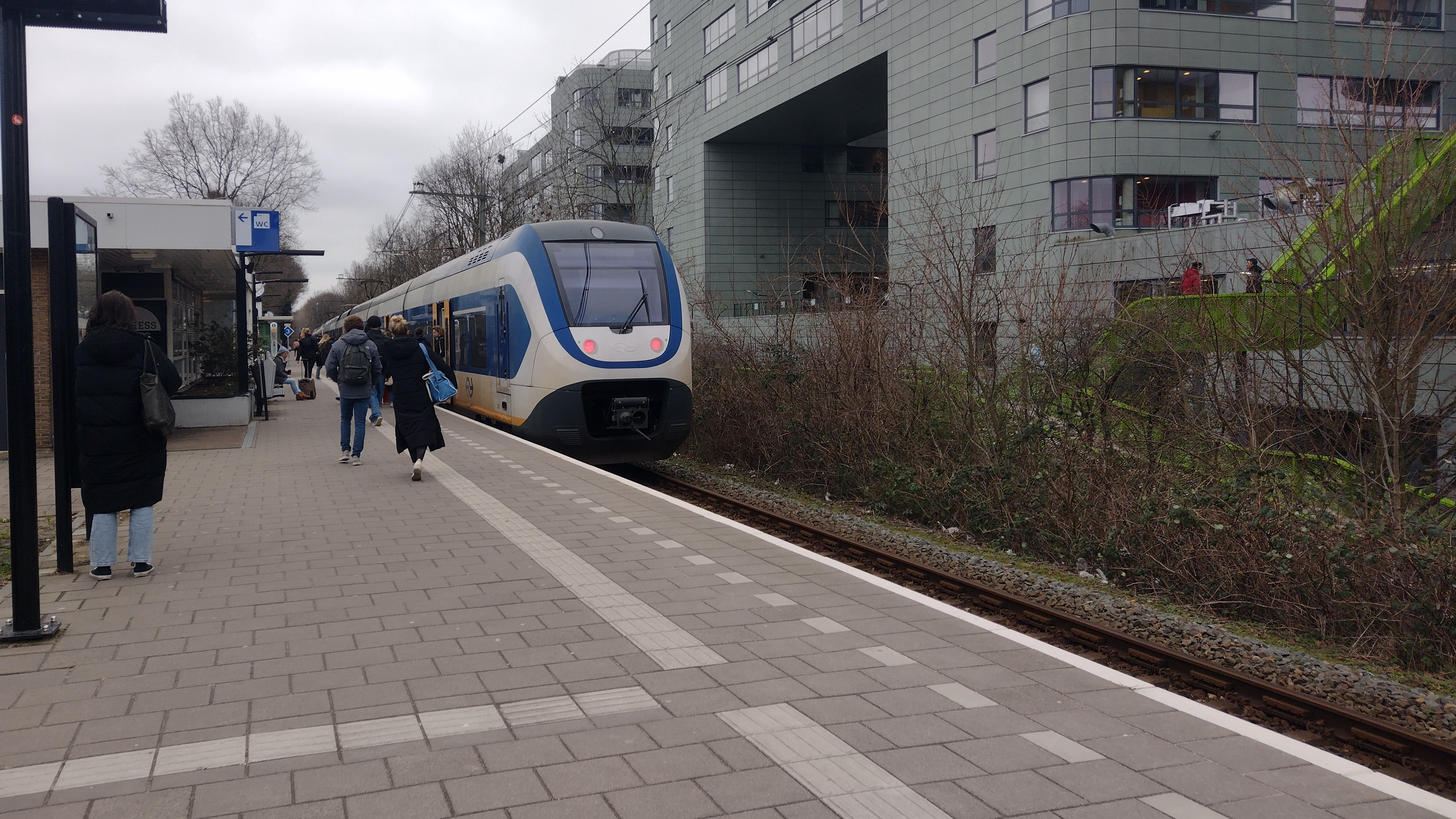
Het vaste sprintermaterieel (sinds 2021) van de lijn op station Leiden Lammenschans

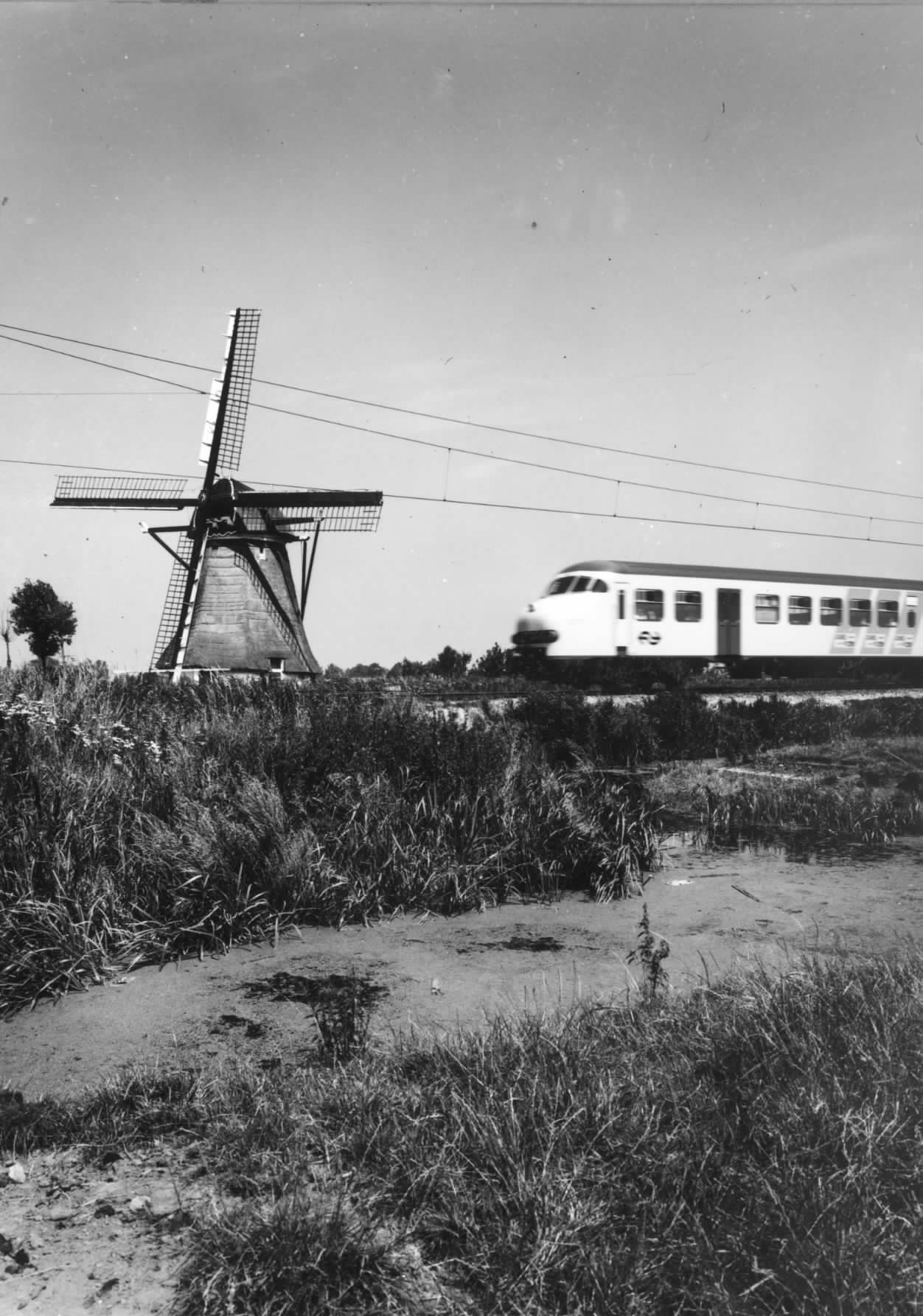
Dezelfde plek met treinstel Mat '64, decennialang het vaste materieel van de lijn

Tot de elektrificatie in 1950 kennen de treinen op het traject voornamelijk stoomtractie. Vanaf 1950 neemt het oude Blokkendoosmaterieel de treindienst over. Enkele jaren later wordt de treindienst overgenomen door de diverse soorten elektrisch stroomlijnmaterieel. In 1968 wordt de nieuwe huisstijl van de NS op de spoorlijn geïntroduceerd. Hierdoor werd de spoorlijn voor een korte periode gebruikt voor proeven van verschillende huisstijlen voor NS. De treindienst wordt versneld en voortaan rijden de nieuwe gele Plan V treinstellen op het traject, de toenmalige sneltreinen in de jaren 60 deden Utrecht - Leiden zelfs in 38 minuten. De treinstellen houden het bijna 40 jaar uit op de spoorlijn, totdat de dubbeldekkers van het type VIRM de dienst overnemen met de nieuwe dienstregeling van 2007. Verschillende spitstreinen op de spoorlijn worden in eerste instantie ook door het Materieel '54 en later door onder andere ICM- en SGM-treinstellen gereden.
In december 2006 wordt de intercitydienst op het traject geïntroduceerd. De treindienst wordt voortaan uitgevoerd met intercitywaardig materieel. Het Dubbeldeks interregiomaterieel neemt vanaf die datum daardoor de gehele treindienst over. Hierdoor duurt het maar 41 minuten om van Leiden in Utrecht te komen, al is dat minder snel dan de voormalige sneltreinen uit de jaren 60. In de spits wordt de reguliere treindienst aangevuld met spitstreinen die vanuit Gouda via Alphen aan den Rijn naar Leiden rijden. Deze treinen worden gereden met SGM-treinstellen. Er zijn dan 4 reismogelijkheden per uur tussen Alphen aan den Rijn en Leiden v.v.
Na 2006 werd steeds vaker ICM ingezet op de lijn. Eerst reden slechts een aantal stellen ICM (ook wel Koploper genoemd) mee in de dienst, meestal één vierdelig treinstel, in de spits verlengd met een driedelig treinstel. Sinds 9 juni 2013 worden alle doordeweekse ritten in de intercitydienst gereden door ICMm, daar dit materieel de voorkeur heeft boven VIRM. Door het hevige schudden van het dubbeldeksmaterieel op de lijn treedt vermindering van het reiscomfort op, mede ingegeven door de omstandigheid dat de bovenverdieping gevoeliger is voor schudden.
De inzet van ICMm leidde ertoe dat de capaciteit in de treinen afnam resulterend in overvolle treinen in de spitsuren. Ondanks de mogelijk onveilige situatie bleef NS vasthouden aan de inzet van dit materieel. De NS beloofde vernieuwde dubbeldekkers in te zetten. De inzet van dit ruimere materieel raakte vertraagd door tegenslag in de revisie van de zesbaks varianten. Sinds augustus 2014 rijdt er gepland DDZ op de lijn afgewisseld met VIRM waardoor de capaciteitsproblemen op de lijn grotendeels zijn opgelost.
Sinds begin 2021 wordt de spoorlijn uitsluitend bereden door sprintermaterieel van het type SLT, ook bij treindiensten van het type intercity. Sprinters kunnen de rijtijden gemakkelijker halen en zijn minder zwaar dan dubbeldekkers, waardoor het spoor minder belast wordt. De spitsuurfrequentie tussen Utrecht en Leiden is verhoogd tot een kwartierdienst. Doorgaande treinen Gouda-Alphen-Leiden zijn er niet meer. Per 11 juni 2023 rijden deze treinen onder de benaming sprinter.

## Toekomst
Het baanvak Alphen aan den Rijn - Leiden Lammenschans zou vanaf eind 2015 gebruikt gaan worden door de RijnGouwelijn. Behalve het korte tweesporige traject bij Zoeterwoude zou het traject tussen Alphen aan den Rijn en Hazerswoude en het gedeelte in Leiden verdubbeld moeten worden. Er zouden tevens nieuwe tramhaltes geopend worden in Alphen Leidsche Schouw, Hazerswoude, Zoeterwoude Burgemeester Smeetsweg en Zoeterwoude Meerburg (ook wel Transferium A4 genoemd).
Deze plannen zijn in mei 2012 door de provincie verlaten, en vervangen door een nieuw plan: HOV-net Zuid-Holland Noord. Voor de spoorlijn Woerden - Leiden betekenen de plannen de uitbreiding met twee sprinters Utrecht - Leiden per uur per richting, naast de bestaande sprinters. Deze sprinters zouden stoppen op de nieuwe stations Hazerswoude-Koudekerk en Zoeterwoude Meerburg. Later werd het laatstgenoemde station uit de plannen geschrapt.
Vanaf december 2021 gaan de twee sprinters per uur in de brede ochtendspits (6:00 - 10:00) en de brede avondspits (15:00 - 19:00) tussen Leiden en Alphen aan den Rijn rijden op het hele traject tussen Leiden en Utrecht. Tussen Leiden en Woerden, waar intercity's op alle stations stoppen, geeft dit samen met de intercity's een kwartierdienst, met om en om een trein die tussen Woerden en Utrecht rijdt als intercity (en verder op alle stations stoppend naar Den Bosch gaat) en twee als sprinter naar Houten Castellum.
De Gouwespoorbrug bij Alphen aan den Rijn is aan het eind van zijn levensduur en moet vervangen worden. Plannen duiden op een periode van negen maanden zonder treinverkeer vanaf eind 2026.
Op lange termijn moet het plan Versnelde Intercity gerealiseerd worden waarbij de intercity louter nog stopt op Leiden, Alphen aan den Rijn en Utrecht, met daarnaast twee sprinters die alle stations aandoen.

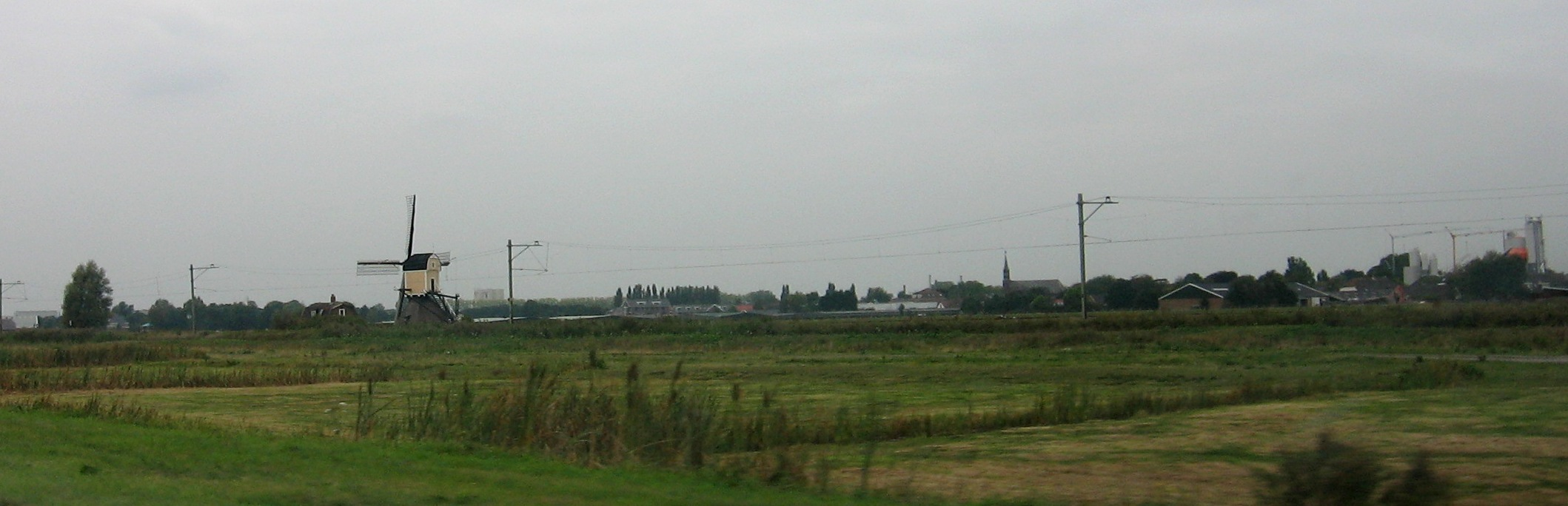
Zicht op het baanvak Alphen aan den Rijn - Leiden Lammenschans gezien vanaf de N11, bij de Groenendijkse Molen